# 安妮女王 (馬里蘭州)
安妮女王（英語：Queen Anne）是一個位於美國馬里蘭州安妮女王縣及塔爾博特縣的市鎮。

## 人口
根據2020年美國人口普查的數據，安妮女王的面積為0.36平方千米，當中陸地面積為0.36平方千米，而水域面積為0.00平方千米。當地共有人口192人，而人口密度為每平方千米533人。